# Jørgen Peder Hansen
Pour les articles homonymes, voir Hansen.
Jørgen Peder Hansen, né le 2 décembre 1923 à Thurø (Danemark) et mort le 15 février 1994, est un homme politique danois, membre des Sociaux-démocrates, ancien ministre et ancien député au Parlement (le Folketing).